# César Lattes
Cesare Mansueto Giulio Lattes, més conegut com César Lattes (Curitiba, Paraná; 11 de juliol de 1924 - Campinas, São Paulo; 8 de març de 2005), va ser un físic brasiler, codescobridor del mesó pi, que va dur a la concessió del Premi Nobel de Física de 1950 a Cecil Frank Powell, líder de la investigació. Lattes va rebre 7 nominacions al Nobel entre 1949 i 1954.
Lattes és un dels principals físics del Brasil i el seu treball va ser fonamental per al desenvolupament de la física atòmica en el país. Va ser també un gran líder per als científics brasilers i un dels principals responsables per la creació del Consell Nacional de Desenvolupament Científic i Tecnològic (CNPq). En 1965,  va rebre el títol de doctor honoris causa de la Universitat de São Paulo.

## Biografia

### Primers anys
Nascut el dia 11 de juliol de 1924, era fill de Giuseppe Lattes, que va arribar al Brasil el 1912, però va retornar a Itàlia amb la Primera Guerra Mundial el 1914, i Carolina Maroni Lattes, ambdós immigrants italians originaris de la regió del Piemont - ell, de Torí, i ella, d'Alessandria. Els dos es van conèixer en el període en què el pare de Lattes lluitava en la guerra i quan va retornar al Brasil Giuseppe va crear el Banc Brasul.
Després de casar-se, Giuseppe i Carolina van retornar al Brasil el 1921. Malgrat ser jueus sefardites, el fill va ser batejat catòlicament amb el nom Cesare Mansueto Giulio. Amb la Revolució de 1930, la família va passar sis mesos a Itàlia. El seu pare era gerent del Banc Francès i Italià, on César va conèixer el científic Gleb Wataghin, que més tard seria el seu mentor.
Lattes va estudiar amb una professora particular a Porto Alegre els seus primers anys i després a l'Institut Menegapi per sis mesos. Entre 1934 i 1938 va fer l'ensenyament mitjà al Col·legi Dante Alighieri. Va cursar Física a la Universitat de São Paulo, graduant-se el 1943, amb només 19 anys d'edat, obtenint notes excel·lents i destacant-se en el camp experimental. Lattes és fruit d'una de les generacions de físics que Gleb Wataghin va formar, entre els quals podem citar Mário Schenberg, Marcelo Damy, Jayme Tiomno, Oscar Sala i Sonja Ashauer.

## Carrera

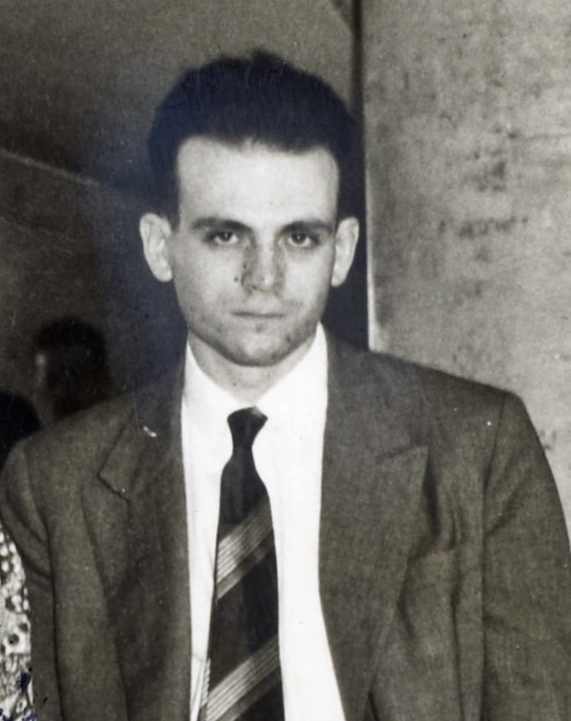
Lattes en la dècada de 1940

Entre 1946 i 1948, Lattes va iniciar la seva principal línia de recerca, l'estudi dels raigs còsmics, descoberts l'any 1932 pel físic nord-americà Carl David Anderson . Va instal·lar un laboratori a més de 5.000 metres d'altitud a Chacaltaya, una muntanya dels Andes bolivians, on va utilitzar plaques fotogràfiques per a registrar els raigs còsmics.

### Mesó π

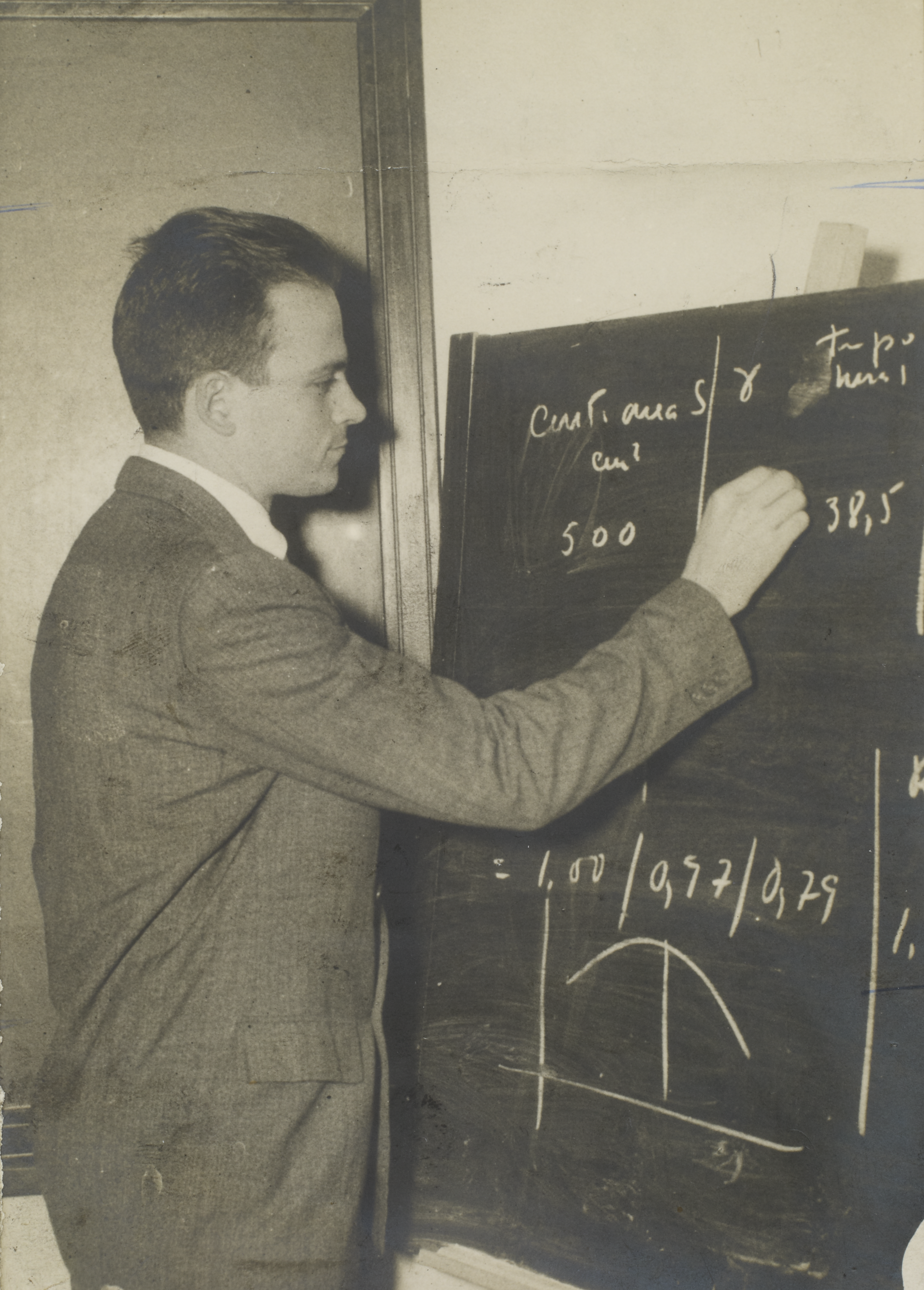
Cesar Lattes el 1949

Va viatjar a Anglaterra gràcies al seu professor Giuseppe Occhialini, on va treballar al Laboratori H. H. Wills de la Universitat de Bristol, dirigit per Cecil Frank Powell, amb una beca de 15 lliures per mes. Va millorar la nova emulsió nuclear de Powell, demanant a l'empresa britànica Ilford que hi afegís bor. El 1947, amb l'ajuda d'aquestes plaques, va realitzar un gran descobriment experimental, la d'una nova partícula atòmica, el mesó π (mesó pi o pió), la qual es desintegra en un nou tipus de partícula, el mesó μ (mesó mu o muó). El procés històric de l'observació d'aquests mesons va començar durant unes vacances d'Occhialini. L'italià va sortir a esquiar al Pic del Migdia de Bigorra (on hi ha un observatori astronòmic), carregat amb plaques fotogràfiques per a ser exposades a la radiació còsmica. Al tornar amb aquestes plaques i analitzar-les al microscopi, Occhialinni va portar-li les plaques a Lattes —qui tot just arribat a Bristol havia fet un treball de categorització de la identitat dels traços visuals deixats per partícules carregades generades per acceleradors de partícules en plaques fotogràfiques. Lattes, sense dubtar, va saber que eren traços provocats per mesons.
Aquests descobriments van ser relatats a Processes involving charged mesons, per Muirhead, Occhialini i Powell. El mateix any, ell va ser responsable pel càlcul de la massa de la nova partícula, en un meticulós treball. Un any després, treballant amb Eugene H. Gardner a la Universitat de Califòrnia a Berkeley, Lattes va detectar la producció artificial de partícules pió en el ciclotró del laboratori, durant el bombardeig d'àtoms de carboni amb partícules alfa.

### Premi Nobel de Física de 1950
Encara que Lattes fos el principal investigador i primer autor de l'històric article de Nature on es descrivia el mesó pi, Cecil Powell va ser l'únic agraciat amb el Premi Nobel de Física en 1950, pel desenvolupament d'un mètode fotogràfic d'estudi dels processos nuclears, que va dur al descobriment dels mesons. La política del Comitè del Nobel, fins al 1960, era concedir el premi només al líder del grup d'investigació, per la qual cosa Lattes no va ser guardonat per aquest treball.
En la darrera entrevista concedida per Lattes, el 2005 a la revista Superinteressante, va comentar al respecte del Nobel:
| « | Malgrat que la comissió estava formada per anglesos, crec que la meva nacionalitat no va tenir pes en la decisió del vencedor. Tant en el descobriment del pió, el 1946, com quan es va crear artificialment, el 1948, vaig tenir la col·laboració d'en Giuseppe Occhialini. Qui hauria d'haver guanyat era ell. Però, el 1950, qui va endur-se el premi va ser en Cecil Powell, que també havia participat del treball. Però deixem-ho córrer. Aquests premis grandiosos no ajuden a la ciència. | » |

### Tornada al Brasil
El 1948, Lattes va retornar al Brasil i es va convertir en professor de la Universitat de São Paulo, després d'haver rebutjat una proposta d'Harvard. El 1949, Lattes va ser nomenat director del Centre Brasiler d'Investigacions Físiques, i va ser també professor i investigador de la Universitat Federal de Rio de Janeiro (UFRJ).
Després d'una altra estada als Estats Units com investigador visitant a la Universitat de Chicago (de 1955 a 1957), va tornar per al Brasil i va ingressar en l'Acadèmia Brasilera de Ciències (ABC). Després de traslladar-se a Campinas, el 1963 va ajudar a fundar l'Institut de Física. El 1964, va treballar un temps a la Universitat de Pisa, en un estudi sobre la geocronologia. El 1967, Lattes va acceptar la posició de professor titular en el nou Institut de Física Gleb Wataghin de la Universitat Estatal de Campinas. Més tard es convertiria en director del Departament de Raigs Còsmics, Altes Energies i Leptons
El 1969, ell i el seu grup van descobrir la massa de les denominades "pilotes de foc", un fenomen espontani que ocorre durant col·lisions d'hadrons, i que havia estat detectat per la utilització de les plaques d'emulsió fotogràfica nuclears inventades per ell, i que va col·locar a l'observatori de Chacaltaya. Lattes es va jubilar el 1986, quan va rebre el títol de doctor honoris causa i professor emèrit per la Unicamp.

## Vida personal
A la fi de 1947, César Lattes es va casar amb la matemàtica pernambucana Martha Siqueira Neto, amb qui va tenir quatre filles. Ell deia que, per a ser un gran científic, només havia dues alternatives: néixer a Pernambuco o casar-se amb una pernambucana —en referència a científics recifenses de la seva convivència, com Mário Schenberg, José Leite Lopes i Leopoldo Nachbin. Durant la seva vida, Lattes va patir episodis de depressió. Acostumava declarar-se agnòstic, però, en 2001, en una entrevista al Diário da Unicamp, va declarar creure en la versió bíblica de què Déu havia creat la matèria. Políticament, Lattes es deia estalinista.
Inclús després de jubilar-se, va continuar residint al seu domicili proper al campus de la Universitat Federal de Campinas. Entre els seus contemporanis, Lattes va dir que el físic brasiler més important va ser Marcelo Damy. César Lattes va morir el 8 de març de 2005, als 80 anys d'edat, a Campinas. Estava ingressat a l'Hospital de les Clíniques de la Unicamp i va ser víctima d'una parada cardíaca en el transcurs d'un càncer de bufeta, acompanyat d'un edema pulmonar. Va ser sepultat en el Cementiri Parc Flamboyant, a Campinas.

## Llegat i homenatges

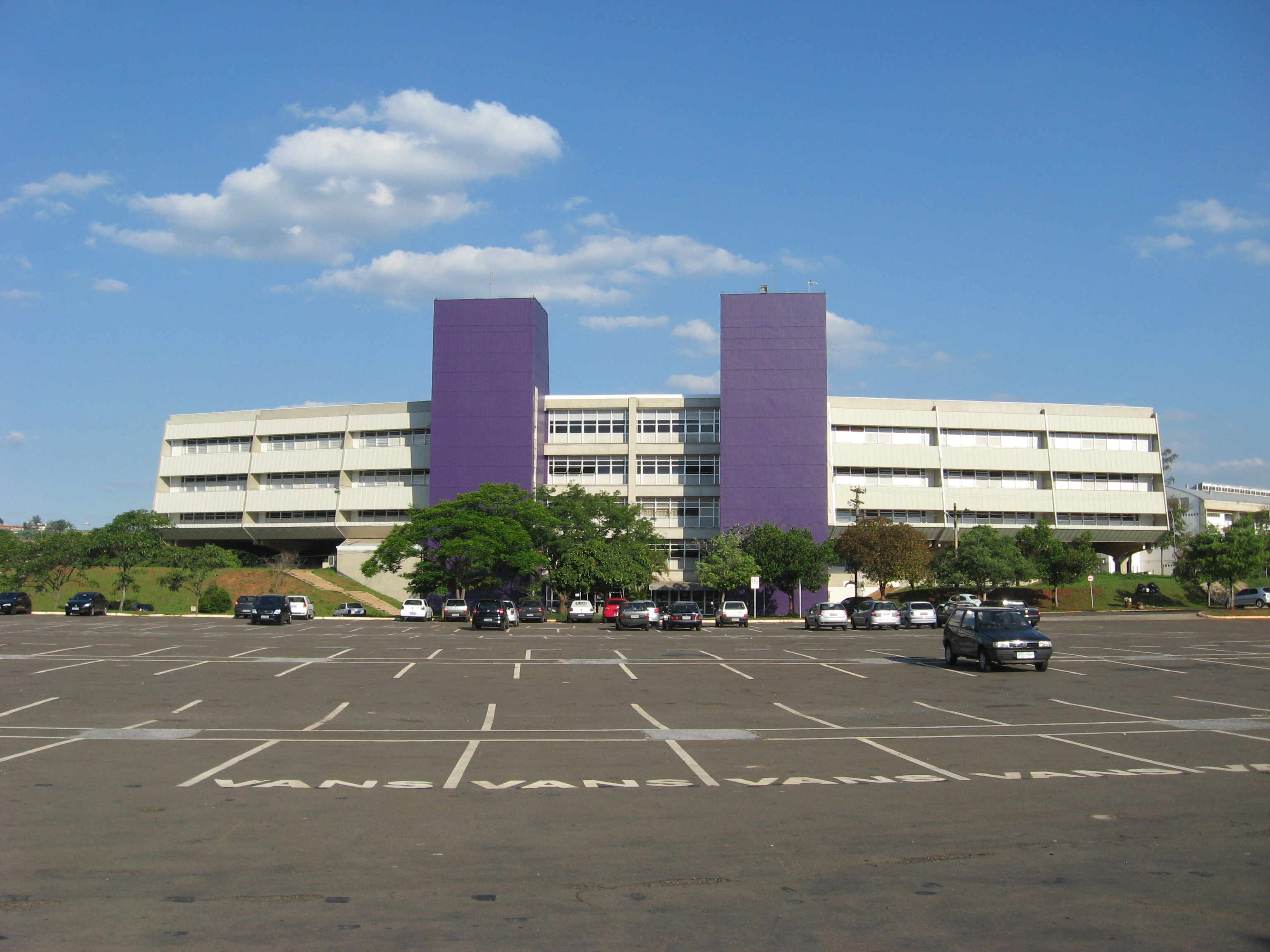
Biblioteca Central César Lattes de la Unicamp.

Lattes és un dels físics brasilers més destacats i homenatjats, i el seu treball va ser fonamental per al desenvolupament de la física atòmica. Va ser també un gran líder científic i una de les principals personalitats darrere de la creació de l'important Consell Nacional de Desenvolupament Científic i Tecnològic (CNPq) al seu país, treballant en la presentació del Projecte de Llei 164/1948, que proposava la creació del CNPq Per la seva contribució en aquest procés, la Unicamp va decidir homenatjar-ho denominant la seva biblioteca central amb el seu nom. A més d'això, el banc de dades científic brasiler, la Plataforma Lattes, també va ser batejada en el seu homenatge. El Currículum Lattes registra la vida professional dels investigadors, sent element indispensable a l'anàlisi de mèrit i qualificació per a sol·licituds i concursos al Brasil.
Lattes també va rebre diversos honors al llarg de la seva vida, entre elles es destaquen el títol de Cavaller de la Gran Creu, atorgat per la Orde Capitulars Stellae Argentae Crucitae (1948); Premi Einstein, de l'Acadèmia Brasilera de Ciències (1951); el Premi Ciències, de l'Institut Brasiler d'Educació, Ciència i Cultura (1953); el Premi Evaristo Fonseca Costa, del Consell Nacional d'Investigacions (1957); la distinció de Ciutadà Honorari de Bolívia (1972); la Medalla Carneiro Felipe, del Consell Nacional d'Energia Nuclear (1973); la Medalla dels 25 anys de la SBPC (1973); el Premi Moinho Santista – Física (1975); la Comenda Andrés Bello, atorgat pel Governador de Veneçuela (1977); el Premi Bernardo Houssay, de l'Organització dels Estats Americans (1978); el Premi en Física, de l'Acadèmia de Ciències del Tercer Món, acollida a Trieste, Itàlia (1987); la Medalla dels 40 anys de la SBPC (1988); la Medalla Santos Dumont (1989); i el Símbol del Municipi de Campinas (1992). Ell va rebre el Premi TWAS de 1987. A més d'aquests guardons, carrers, places i edificis d'algunes ciutats i universitats brasileres porten el nom del físic paranaense.
César Lattes és un dels pocs brasilers a figurar en la Biographical Encyclopedia of Science and Technology, d'Isaac Asimov, així com en la Encyclopædia Britannica i a l'Oxford Companion to the History of Modern Science. César Lattes i José Leite Lopes són els protagonistes de Cientistas Brasileiros, un documental de 2002 dirigit per José Mariani, que narra la seva trajectòria i les contribucions per al desenvolupament de la Física al Brasil. César Lattes va ser tema del samba-enredo Ciência e Arte de l'escola de samba Estação Primeira de Mangueira, cançó de Cartola i Carlos Cachaça amb la que l'agremiació va obtenir el subcampionat de 1947. La cançó va ser regravada el 1999 per Gilberto Gil a l'àlbum Quanta Live, que va obtenir el Grammy en la categoria World Music.
El 10 d'abril de 2024, el nom de César Lattes va ser inscrit en el Llibre dels Herois i Heroïnes de la Pàtria.